# Годо
Ґодо — український гурт, заснований восени 1998 року у Львові. Назву було взято з роману Семюеля Беккета «Чекаючи на Ґодо». Впродовж існування гурту змінювався склад і стильові відхилення у музиці. Ґодо виконували інструментальний electro-psycho-fusion і активно виступали в Україні та за кордоном.

## Учасники
- Angus (клавішні)
- Поль (гітара)
- Володя (барабани)
- Dizzy,— Ігор Пирог (бас, †3.01.2015)[1]